# Chelsea Clinton
Chelsea Victoria Clinton (27 de febrer de 1980) és la filla de l'expresident nord-americà Bill Clinton i de la Secretària d'Estat dels Estats Units i candidata a la presidència a les eleccions de 2016, Hillary Clinton. Va néixer a Little Rock, Arkansas. El seu nom va ser inspirat per l'efecte dels seus pares per la gravació de Judy Collins de la cançó de Joni Mitchell "El dia de Chelsea".
Chelsea Clinton es va traslladar a la Casa Blanca durant el dia del nomenament presidencial del seu pare el 20 de gener de 1993, quan ella tenia dotze anys. Va passar els seus anys adolescents a la residència oficial.

## Estudis i vida professional
Clinton va ser finalista de Beca de Mèrit Nacional en 1997 i va rebre classes de ball clàssic quan tenia quatre anys a l'Escola de Ballet Clàssic de Washington en 1993. Va jugar el paper de la "Noia Preferida" a Washington a la producció de 1996 del Ballet clàssic de Txaikovski el Trencanous. Durant els seus primerencs anys d'educació, Chelsea va participar en conferències d'organitzacions dels models de Nacions Unides.
A la tardor de 1997 Chelsea Clinton va entrar a la Universitat Stanford i s'hi especialitzà en història. S'hi va graduar el 2001.
El mateix any 2001 inicià estudis de postgrau sobre relacions internacionals a la Universitat d'Oxford. S'hi graduà el 2003 i va tornar als Estats Units.
El 2003 va començar a treballar per a la consultoria McKinsey & Company a Nova York i tras anys després va començar a desenvolupar la seva tasca professional al grup Avenue Capital.
El desembre del 2007, Chelsea Clinton començà a fer campanya a Iowa en suport de la seva mare, Hilary Clinton, com a candidata a la presidència.
El 2010, Clinton començà fent de vicepresidenta administrativa auxiliar a la Global Network University de Nova York, treballant en estratègies de reclutament internacional. Aquest mateix any Chelsea acabà un màster de salut pública a Mailman School of Public Health de Columbia i allà mateix comença a fer classes l'any 2012. Paral·lelament entre el 2011 i el 2014 va obtenir el seu doctorat en relacions internacionals per la universitat d'Oxford, des de Nova York.
Des de 2011, Chelsea Clinton va tenir un paper important a la fundació de la seva família: Bill, Hillary & Chelsea Clinton Foundation. El novembre del 2011 la cadena NBC anuncià que havien contractat Chelsea Clinton com a corresponsal especial. Va realitzar reportatges fins a l'agost del 2014.
El setembre del 2015 Clinton publica el seu primer llibre It’s Your World: Get Informed, Get Inspired and Get Going (Ed. Philomel Books). Adreçat a estudiants d'entre 10 i 14 anys, els introdueix a tota una sèrie de temes socials i els encoratja a treballar per un món millor.

## Vida personal
El 31 de juliol del 2010 Chelsea Clinton es casà amb Marc Mezvinsky, banquer de família jueva. El 2014 va nàixer la seva primera filla Charlotte. El seu segon fill, un nen, de nom Aidan, va néixer el 18 de juny de 2016. El seu tercer fill i segon nen, Jasper, va néixer el 22 de juliol de 2019.